# 아우구스트 빌헬름 폰 브라운슈바이크볼펜뷔텔베페른 공작
아우구스트 빌헬름 폰 브라운슈바이크-볼펜뷔텔-베베른(독일어: August Wilhelm von Braunschweig-Wolfenbüttel-Bevern, 1715년 10월 10일 - 1781년 8월 2일)은 브라운슈바이크뤼네부르크 공작령의 공작 중 한 명이며 베베른 공작이다.

## 생애
아우구스트 빌헬름은 1715년 브라운슈바이크-베베른 공작 에른스트 페르디난트와 쿠를란트의 엘레오노레 샤롯데 사이에 태어난 장남으로, 브라운슈바이크에서 태어났다. 1731년 프로이센 왕국군에 입대한 후 1739년에 보병 연대의 대령으로 승진했다. 소장으로 호엔프리트베르크 전투에서 두각을 나타내 1750년 중장으로 승진했다.
아우구스트 빌헬름은 프로이센 왕 프리드리히 2세 부하 장교 중 가장 노련하고 정확하게 행동하는 사람이었다. 그는 1756년 로보지츠 전투에서 프러시아 군대의 일익을 이끌고 1757년 4월 21일 라이헨베르크 전투에서 크리스티안 모리츠가 이끄는 오스트리아 군대에 승리를 거두었다. 이후 프라하 전투와 콜린 전투 그리고 이후의 괴를리츠 철수에도 참전했다. 그해 가을에 프리드리히 2세가 프랑스 군을 요격하기 위해 이동하자 아우구스트 빌헬름은 남은 프러시아 군대를 이끌었다.
아우구스트 빌헬름은 압도적인 수를 갖는 적군을 상대로 방어전을 펼치며 잘 싸웠지만 모이 전투에서 한스 칼 폰 빈터펠트 장군을 잃은 것은 큰 타격이 되었다. 그는 결국 11월 22일 브레슬라우 전투의 회전에서 대패하게 된다. 다음날 아침에 오스트리아군의 포로가 되어 1년간 포로가 되었다. 1759년에 보병 장군에 임명되었고, 1762년 8월 11일에 슈바이크트 니츠를 구원하려 오스트리아군을 라이헨바르 전투에서 격파했다. 후베르투스부르크 조약 이후 아우구스트 빌헬름은 은퇴를 하여 슈체친으로 돌아가 1781년에 사망했다.

## 참고 자료
- 본 문서에는 현재 퍼블릭 도메인에 속한 브리태니커 백과사전 제11판의 내용을 기초로 작성된 내용이 포함되어 있습니다.